# Gatuzières
Gatuzières es una población y comuna francesa, situada en la región de Languedoc-Rosellón, departamento de Lozère, en el distrito de Florac y cantón de Meyrueis.

## Demografía
| 252 | 233 | 240 | 286 | 290 | 302 | 292 | 272 | 294 | 291 | 273 | 256 | 259 | 215 | 197 | 179 | 181 | 173 | 177 | 169 | 149 | 141 | 139 | 127 | 98 | 85 | 84 | 65 | 45 | 44 | 42 | 55 |
| Para los censos de 1962 a 1999 la población legal corresponde a la población sin duplicidades (Fuente: INSEE [Consultar]) |     |     |     |     |     |     |     |     |     |     |     |     |     |     |     |     |     |     |     |     |     |     |     |    |    |    |    |    |    |    |    |